# Plumbon (Sambung Macan)
Plumbon is een bestuurslaag in het regentschap Sragen van de provincie Midden-Java, Indonesië. Plumbon telt 4658 inwoners (volkstelling 2010).